# Sergio Roitman
Sergio Roitman (Buenos Aires, 16 de maio de 1979) é um ex-tenista profissional argentino.

## Biografia
Roitman, que é destro, joga tênis desde os dez anos. Começando a carreira profissional em 1996 com dezessete anos, Roitman é um tenista da nova geração de tenistas argentinos, treinado por Alejandro Lombardo, Sergio Roitman já disputou todos os quatro Grand Slams, como melhor campanha em um. a 3° rodada em Roland Garros, no saibro, ainda não possui títulos de simples de ATP, apenas vários de nível challenger, e possui dois títulos de duplas da ATP. o tenista tem residência em Buenos Aires. Seus melhores ranking da ATP é 62° de simples e 45° de duplas.

## Titulos
Simples
- 1.	29 de julho de 2002 São Petersburgo, Rússia Andrei Stoliarov	7-6(3) 6-2
- 2.	24 de fevereiro de 2003 Cherbourg, França Rafael Nadal	6-3 5-7 6-4
- 3.	6 de julho de 2005 Barcelona, Espanha Teimuraz Gabashvili 6-2 6-3
- 4.	29 de agosto de 2005 Freudenstadt, Alemanha Flavio Cipolla	7-5 6-4
- 5.	5 de novembro de 2006 Aracaju, Brasil Boris Pashanski	6-1 6-3
- 6.	13 de novembro de 2006 Guaiaquil, Equador Mariano Zabaleta	6-3 4-6 6-1
- 7.	4 de julho de 2007 Prostejov, Rep. Tcheca Florian Mayer	7-6(1) 6-4
- 8.	17 de setembro de 2007 Szczecin, Polonia Ivo Minar	 6-2 7-5
- 9.	12 de novembro de 2007 Buenos Aires, Argentina Marcos Daniel	6-1 6-4

Duplas
ATP
- 17 de julho de 2000 Amsterdã/Holanda com Andrés Schneiter Edwin Kempes/Dennis van Scheppingen	6-3 7-6(4)
- 16 de julho de 2001 Umag/Croacia com Andrés Schneiter Ivan Ljubicic/Lovro Zovko	6-2 7-5

Challengers
- 7 de agosto de 2000 Sopot	 com	Andrés Schneiter Óscar Hernández/Germán Puentes 6-4 6-2
- 28 de agosto de 2000 Budapeste-2	com Andrés Schneiter	 David Miketa/David Skoch 4-6 7-6(7) 6-1
- 11 de setembro de 2000 Skopje com	Enzo Artoni	 Dejan Petrovic/Sebastián Prieto7-5 5-7 6-3
- 9 de abril de 2001 San Luis Potosí	com Edgardo Massa	 Paul Hanley/Nathan Healy	6-4 5-7 7-6(3)
- 21 de maio de 2001 Budapeste	com Daniel Melo	 Jordan Kerr/Damien Roberts	6-2 6-4
- 26 de agosto de 2002 Brindisi	com Mariano Delfino	Marc López/Salvador Navarro 7-6(4) 6-7(3) 6-4
- 9 de setembro de 2002 Budapeste-2	com Paul Baccanello Jan Frode Andersen/Oliver Gross 6-4 6-7(5) 6-5 ret.
- 23 de setembro de 2002 Maia com Sebastián Prieto Paul Baccanello/Todd Perry	6-4 6-4
- 24 de março de 2003 Barletta	com Sebastián Prieto Massimo Bertolini/Giorgio Galimberti 6-3 3-6 6-3
- 30 de agosto de 2004 Kiev com Albert Portas	Igor Kunitsyn/Yuri Schukin	6-1 6-1
- 22 de novembro de 2004 Bogotá	 com Santiago Ventura Richard Barker/Frank Moser	7-5 6-4
- 23 de maio de 2005 Turim com Franco Ferreiro Francesco Aldi/Alessio di Mauro 6-7(4) 7-5 7-6(2)
- 5 de setembro de 2005 Génova	 com Leonardo Azzaro	 Marco Pedrini/Andrea Stoppini 6-1 6-4
- 12 de setembro de 2005 Budapeste	com Leonardo Azzaro	 Philipp Petzschner/Lars Uebel 6-3 5-7 6-3
- 14 de novembro de 2005 Aracaju	com Máximo González Carlos Berlocq/Martín Vassallo-Argüello	6-4 6-7(7) 6-3
- 23 de janeiro de 2006 Santiago	com Máximo González	 Jorge Aguilar/Felipe Parada	6-4 6-3
- 10 de abril de 2006 Florianópolis com Máximo González Thiago Alves/Júlio Silva	6-2 3-6 10-5
- 7 de agosto de 2006 San Marino	com Máximo González Jerome Haehnel/Julien Jeanpierre 6-3 6-4
- 5 de novembro de 2006 Aracaju	com Máximo González Tomás Behrend/Marcel Granollers-Pujol	7-6(6) 3-6 10-6
- 8 de novembro de 2006 Montevidéu 	com Máximo González Guillermo Cañas/Martín García	6-3 7-6(5)

## Fim de temporadas
- 2006 simples 73	duplas 63
- 2005 simples	173	duplas 134
- 2004 simples	196	duplas 171
- 2003 simples	176	duplas 119
- 2002 simples	186	duplas 104
- 2001 simples	230	duplas 95
- 2000 simples	247	duplas 114
- 1999 simples	274 duplas sem ranking